# Meringopus
Meringopus is een geslacht van insecten uit de orde van de vliesvleugeligen (Hymenoptera) en de familie Ichneumonidae.

## Soorten
- M. albitarsis Ciochia, 1973
- M. armatus (Lucas, 1849)
- M. asymmetricus (Pratt, 1945)
- M. attentorius (Panzer, 1804)
- M. calescens (Gravenhorst, 1829)
- M. coronadoae Kasparyan & Ruiz-Cancino, 2005
- M. cyanator (Gravenhorst, 1829)
- M. dirus (Cresson, 1879)
- M. eurinus (Kokujev, 1909)
- M. fasciatus (Townes, 1962)
- M. genatus (Pratt, 1945)
- M. melanator (Thunberg, 1822)
- M. naitor Aubert, 1986
- M. nigerrimus (Fonscolombe, 1850)
- M. pacificus (Cresson, 1879)
- M. palmipes (Kokujev, 1905)
- M. pamirensis (Maljavin, 1965)
- M. persicator Aubert, 1986
- M. pseudonymus (Tschek, 1872)
- M. punicus (Cresson, 1879)
- M. relativus (Cresson, 1879)
- M. reverendus Rossem, 1969
- M. serraticaudus (Pratt, 1945)
- M. sogdianus (Maljavin, 1968)
- M. sovinskii (Kokujev, 1927)
- M. symmetricus (Pratt, 1945)
- M. tejonensis (Cresson, 1879)
- M. titillator (Linnaeus, 1758)
- M. turanus (Habermehl, 1918)
- M. vancouverensis (Harrington, 1894)